# Klaus Wanger

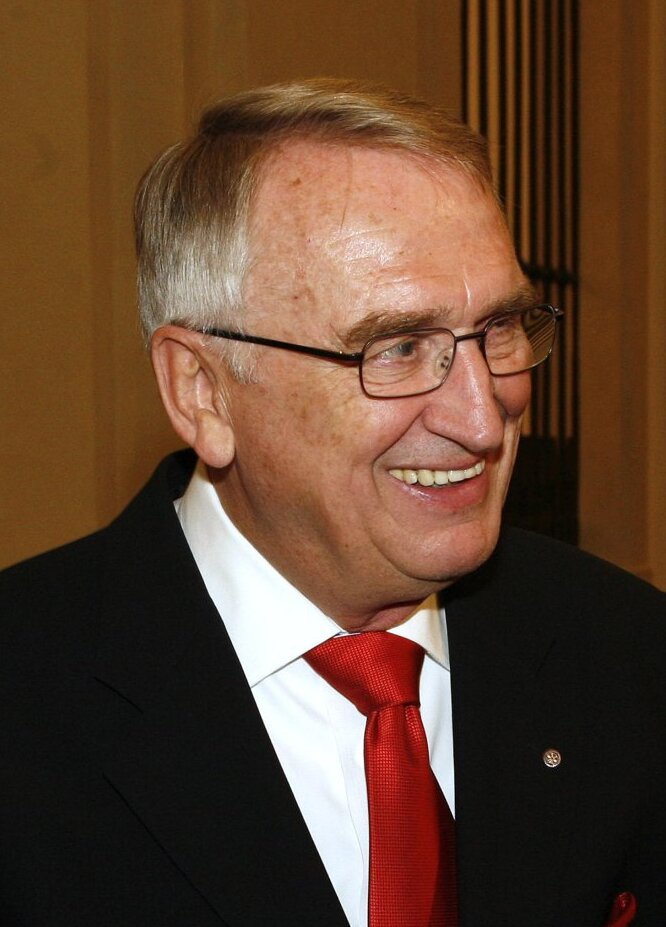
Klaus Wanger, 2006

Klaus Nikolaus Wanger (* 24. Februar 1941 in Schaan) ist ein liechtensteinischer Politiker und war von 2001 bis 2008 Präsident des liechtensteinischen Landtags.

## Biografie
Klaus Wanger absolvierte eine Ausbildung zum Maschinenzeichner an der Wirtschaftlichen Mittelschule und am Abendgymnasium in Vaduz. 1966 schloss er die Matura ab und absolvierte von 1968 bis 1970 eine kaufmännische Grundausbildung in Zürich. 1976 erwarb er den Diplom-Kaufmann-Titel. Die berufliche Praxis wurde bei schweizerischen Firmen sowie bei der Hovalwerk AG in Vaduz durchgeführt. Im Zeitraum von 1975 bis 1983 bekleidete er die Position des Geschäftsführers der Rheindata AG in Vaduz. Es folgte von 1983 bis 1999 die Tätigkeit als geschäftsführender Direktor der Hovalwerk AG. Von 1999 bis 2003 erfolgte die Mitgliedschaft in der Hoval-Gruppenleitung.
Wanger ging am  6. Juli1964 mit Adelheid Ritter (*26. März 1938) die Ehe ein und wurde in den Folgejahren Vater von zwei Söhnen.

### Politische Laufbahn
Im Zeitraum von 1978 bis 1982 fungierte Wanger als stellvertretender Landtagsabgeordneter für das Forum für Bürgerrechte und war von 1982 bis 1986 Vizepräsident dieser politischen Gruppierung.
Wanger war seit 1993 Landtagsabgeordneter für die Fortschrittliche Bürgerpartei. 2001 wurde er Landtagspräsident. Damit war er Delegationsleiter der Parlamentarier-Kommission Bodensee sowie Leiter der liechtensteinischen Delegation in der Interparlamentarischen Union. Innerhalb des Landtags war Wanger Vorsitzender des Landtagsbüros sowie seit 2003 Vorsitzender der Aussenpolitischen Kommission, einer ständigen Kommission des Landtags. 2003 bis 2005 war er Vorsitzender der EWR-Kommission. Bei den Wahlen 2009 trat er nicht mehr an und schied damit aus dem Landtag aus.